# Garnotia courtallensis
Garnotia courtallensis är en gräsart som först beskrevs av George Arnott Walker Arnott och Christian Gottfried Daniel Nees von Esenbeck, och fick sitt nu gällande namn av George Henry Kendrick Thwaites. Garnotia courtallensis ingår i släktet Garnotia och familjen gräs. Inga underarter finns listade i Catalogue of Life.